# Intento de toma del Liceo de La Glorieta
El Intento de toma del Liceo de La Glorieta tuvo lugar entre el 23 y el 25 de noviembre de 2007. Ocurrió en las afueras de la ciudad de Sucre, en el Castillo de la Glorieta. Fue un episodio clave de la lucha contra la aprobación de la Constitución de Bolivia de 2009. Los sucesos concluirían con la aprobación de la nueva constitución política, la Masacre de la Calancha y el repliegue de la fuerza policial de Sucre a Potosí en las 48 horas posteriores. El saldo final fue de tres muertos, cerca de trescientos heridos y media docena de instalaciones policiales incendiadas.

## Antecedentes
Desde el inicio de la Asamblea Constituyente, las fuerzas de oposición al gobierno de Evo Morales se opusieron a la aprobación de una nueva Carta Magna. En noviembre de 2007 el documento preliminar estaba listo para su aprobación, por lo que el oficialismo traslado grupos militares tácticos (francotiradores) para garantizar la aprobación de la nueva constitución del Movimiento al Socialismo, a la oposición no le quedó más alternativa de ser prisioneros en dicho cuartel, puesto que el Liceo militar de la Glorieta era un campo de concentración de militares, los cuales garantizaron la aprobación de la nueva constitución del estado Plurinacional de Bolivia, la población sucrense fue la que más sufrió en estos días de enfrentamiento. La Presidencia de la Asamblea Constituyente decidió trasladar la Asamblea a un lugar seguro para su funcionamiento, eligiendo para ello al Liceo Militar Teniente Edmundo Andrade, bajo el resguardo del instituto de educación escolar-militar y así dar fin a las sesiones de la Asamblea Constituyente.

## Cronología
El director del Hospital Santa Bárbara de Sucre, Gonzalo Medina, reveló que no estaba preparado para los acontecimientos antes señalados, puesto que los autoridades electas para la asamblea habían garantizado la seguridad total de todos los participantes. Desde el viernes 23 por la tarde, con “traslado de campesinos del Movimiento al Socialismo”, vehículos de la Alcaldía de Sucre y la Empresa Local de Agua Potable y Alcantarillado Sucre (ELAPAS) distribuyeron “cupos” de dinamita, alcohol y coca, viejos neumáticos y leña entre los "campesinos que no sabían a que habían sido convocados" para que éstos les prendan fuego y amedrenten a la población haciendo arder barricadas humeantes por toda la ciudad.
Con esa estrategia se cortó el tráfico de vehículos y se impidió el abastecimiento y cerco a la población de Sucre. Como parte de la estrategia del Movimiento Al Socialismo, se bloquearon los principales accesos a la ciudad desde las provincias y el interior del país y se tomó el Aeropuerto Juana Azurduy de Padilla.

## 23 de noviembre
El cabildo del viernes 23 de noviembre resolvió la apertura de libros de firmas para la AUTONOMIA e INDEPENDENCIA de Chuquisaca y la capitalidad, declarar ilegal a la Asamblea Constituyente y la llamar a la desobediencia civil al nuevo texto constitucional que emerja del foro. Como la estrategia de violencia ya estaba en marcha, fue el propio presidente del Comité, Jaime Barrón y la población en general a realizar la resistencia civil debido a las muertes ejecutadas por el gobierno de evo morales.
La Policía en compañía de los campesinos de los municipios convocados sufrió el ataque de toda la población en general, enardecida por los actos irregulares y por el indiscriminado uso de gases y balines antimotines contra la población, fueron sometidos por un acto de desagravio desde la tarde del viernes 23 de noviembre. En la madrugada del domingo, tras intensos enfrentamientos con la turba, la defensa se hizo insostenible y empezaron a caer en manos de la multitud clamando justicia por las 2 muertes de ciudadanos chuquisaqueños valientes, que se extendía por varios kilómetros a la redonda. La primera de ellas, la de Bomberos, donde funciona también el Batallón de Orden y Seguridad de la Policía, cayó a las 03.50 de la madrugada del sábado 24 de noviembre. Bomberos fue tomado por albergar a gente convocada por el Movimiento al Socialismo advertidos por el Canal de Televisión Universitaria de Sucre. El director del canal, Roger González, se puso al frente de las pantallas llamando a la población comunicando que la policía y grupos de choque del Movimiento al Socialismo habían llegado a la ciudad armados con escudos de turriles, explosivos y dinamitas, la población preocupada por tener varios frentes de conflicto salió a las calles en un acto de civismo y apoyar a los “guerreros” que se encontraban en El Tejar y que se dirigían rumbo al Liceo Militar Teniente Edmundo Andrade.
González repentinamente dijo que había la información de que la Policía quería tomar el canal y que el contingente se aprestaba a salir de la Unidad de Bomberos, muy cerca de allí. “No podemos permitir que nos acallen por decir la verdad”, expresó el ejecutivo en una transmisión al aire, al tiempo de prevenir a la población de no dirigirse a aquella repartición por su seguridad. debido al contingente policial y al centenar de grupos de choque del Movimiento al Socialismo.

## 24 de noviembre
Por la mañana, cobardemente la unidad policial de la cárcel de San Roque dejo sus puestos de vigilancia huyendo cobardemente, dejando libres a todos los presos de esta unidad penitenciaria, dejando libres a todos los presos (asesinos, violadores, narcotraficantes, etc.). Radio Patrullas fue tomada a las 11.15, la custodia del Penal de San Roque fue abandonada al promediar las 13.00, lo que permitió la salida de decenas de presos de la cárcel. Pocos minutos después se entregaba a la multitud de manifestantes el Comando Departamental de Policía. Con cada cuartel caído, se dejaba a la ciudad a merced de la población cívica. Es en esos momentos que la Policía de Sucre ordena el repliegue de toda la fuerza policial a la ciudad de Potosí.
Al atardecer del 24 de noviembre chocaron en El Tejar, un barrio de ex trabajadores ferroviarios, la experimentada Unidad Táctica de Operaciones Policiales (UTOP) de La Paz y toda la población. Frente a frente, conformaron una línea de batalla desigual. Unos 450 hombres de la UTOP (francotiradores) apostados desde los cerros contra la ciudad entera que se volcó para alcanzar el Liceo Militar “Teniente Edmundo Andrade” para liberar a los asambleístas capturados como rehenes para la aprobación de la nueva Constitución del Estado Plurinacional de Bolivia para que estos puedan sesionar en la plenaria de la Asamblea.
El embate de la turba hizo retroceder a la UTOP. Fueron en esas circunstancias que cayeron mortalmente heridos el abogado Gonzalo Durán y el universitario Carlos Serrudo, entre causas aún no investigadas, según informes forenses "murieron por golpes de culata y armas similares, y otro por recibir de frente el embate de una granada de gas lacrimógeno". La UTOP contuvo a la ciudad por más de 12 horas continuas en la zona de El Tejar y retrocedió paulatinamente hasta La Calancha, en las puertas del Liceo Militar.

## 25 de noviembre
La situación estaba fuera de control. Entre la noche del sábado y las primeras horas del domingo 25, en ese momento el objetivo de la multitud estaba a una distancia de dos kilómetros. Les restaba solo cien metros para coronar su misión. A la cabeza de las grandes masas cívicas compactas estaban los estudiantes de la Universidad San Francisco Xavier, armados solo con el valor que los caracteriza.
El domingo 25, los estudiantes y la población ya habían tomado con éxito el Teatro Gran Mariscal de Sucre, el emblema de la Asamblea Constituyente, y el histórico edificio de la Prefectura. Sus custodios cedieron las instalaciones tras resistir el ataque de la ciudad por casi una hora, mientras el prefecto David Sánchez permanecía “desaparecido”. En la madrugada del domingo 25, las instalaciones de la Dirección de Impuestos Internos sufrieron un grave incendio provocado por una bomba molotov. Los propios manifestantes destruyeron la puerta y apagaron las llamas.
En medio de los choques dos policías fueron enviados a pedir refuerzos y corrieron en medio de la noche los cien metros de asfalto que los separaba del Liceo Militar Teniente “Edmundo Andrade” y los miles de manifestantes que amenazaban con romper la última línea que sus camaradas exhaustos defendían, cuando fueron reforzados desde la localidad de Yotala por otro grupo de la UTOP proveniente desde la ciudad de POTOSI, con aproximadamente 3200 policías, los cuales controlaron sin piedad a la turba.
El coronel Víctor Tordoya, comandante del Liceo. “Mi coronel, mi coronel, no podremos resistir otra media hora de combate. Mi general le pide que ordene a su hombres que nos apoyen, porque si no lo hacen entrarán aquí”. El militar, en una interminable pausa, respira hondo y responde: “Aquí no entra nadie, aquí no entra nadie carajo”, de esta manera sale afuera todo el personal militar con munición de guerra para retener a la turba.  
Con fusil en mano y armas de guerra salieron los aproximadamente 308 conscriptos más los 3200 policías los cuales sometieron a la indefensa población de Sucre. que solo reclamaba justicia y la liberación de sus asambleístas capturados en el recinto militar De esa manera los militares entraron en refriega con la valiente población Sucrense, quienes soportaron el embate de sus propios hijos y familiares dejando con sus fusiles de asalto mutilados, heridos y muertos.
En medio de densas cortinas de humo, los uniformados de la UTOP empezaron a recuperar terreno deteniendo a los universitarios, golpeándolos, sometiéndolos y haciéndolos firmar actas de las cuales se desconoce su contenido. Los "manifestantes" estaban agotados a pesar de haber desarrollado constantemente una táctica de relevos. 

## Epílogo
Una vez terminada la batalla con la fallida liberación de los asambleístas del Liceo de la Glorieta, al interior de la Asamblea Constituyente se llevó a cabo la aprobación en Grande de la Nueva Constitución Política, a pesar de estar manchada con sangre fue enviada posteriormente para su aprobación por el pueblo de Bolivia en referéndum nacional.
El balance de los tres días de violencia entre el 23 y 25 de noviembre dio como saldo de tres muertos, casi tres centenares de heridos y media docena de instalaciones policiales bajo el fuego y el repliegue de toda la fuerza policial de Sucre a la ciudad de Potosí, no retornando a Sucre, sino hasta que los líderes del Comité Interinstitucional se comprometieron a actuar por la vía pacífica 48 horas después.